# Berneck
Berneck is een gemeente en plaats in het Zwitserse kanton Sankt Gallen, en maakt deel uit van het district Rheintal.
Berneck telt 3395 inwoners.